# Majsán
Majsán je jedním z 19 guvernorátů v Iráku. Jeho hlavním městem je Amára. Má rozlohu 16 072 km² a v roce 2009 v něm žilo 1 009 600 obyvatel. Sousedí s guvernoráty Basra, Dhíkár a Wásit.